# Majd Al Madina
Majd Al Madina (arab. مجد المدينة القديمة) – marokański klub piłkarski z siedzibą w Casablance.

## Opis
Klub został założony w 1947 roku. Raz zdobył puchar Maroka – w sezonie 1999/2000, kiedy pokonał Nehdat Settat 8:7 po karnych (po 120 minutach było 1:1). Zespół grał w sezonach 2001/2002, 2002/2003 i 2003/2004 w GNF 2. Klub gra na Stade Larbi Ben Barek.